# USS St. Louis (CL-49)
USS St. Louis (CL-49) byl lehký křižník US Navy stejnojmenné třídy, která byla sama modifikací předchozí třídy Brooklyn. Loď byla postavena v letech 1936–1939 v loděnici Newport News Shipbuilding and Drydock Company.
Dne 6. července 1943 St. Louis bojoval v bitvě v zálivu Kula a krátce nato byl poškozen japonským torpédem v bitvě u ostrova Kolombangara a několik měsíců musel strávit v opravě. V Pacifiku křižník operoval až do konce války.
St. Louis válku přečkal a byl v roce 1951 prodán do Brazílie a přejmenován na Tamandare. Ze služby byl vyřazen až v roce 1973. Loď se potopila v roce 1980, když byla vlečena k sešrotování.